# 산타루치야

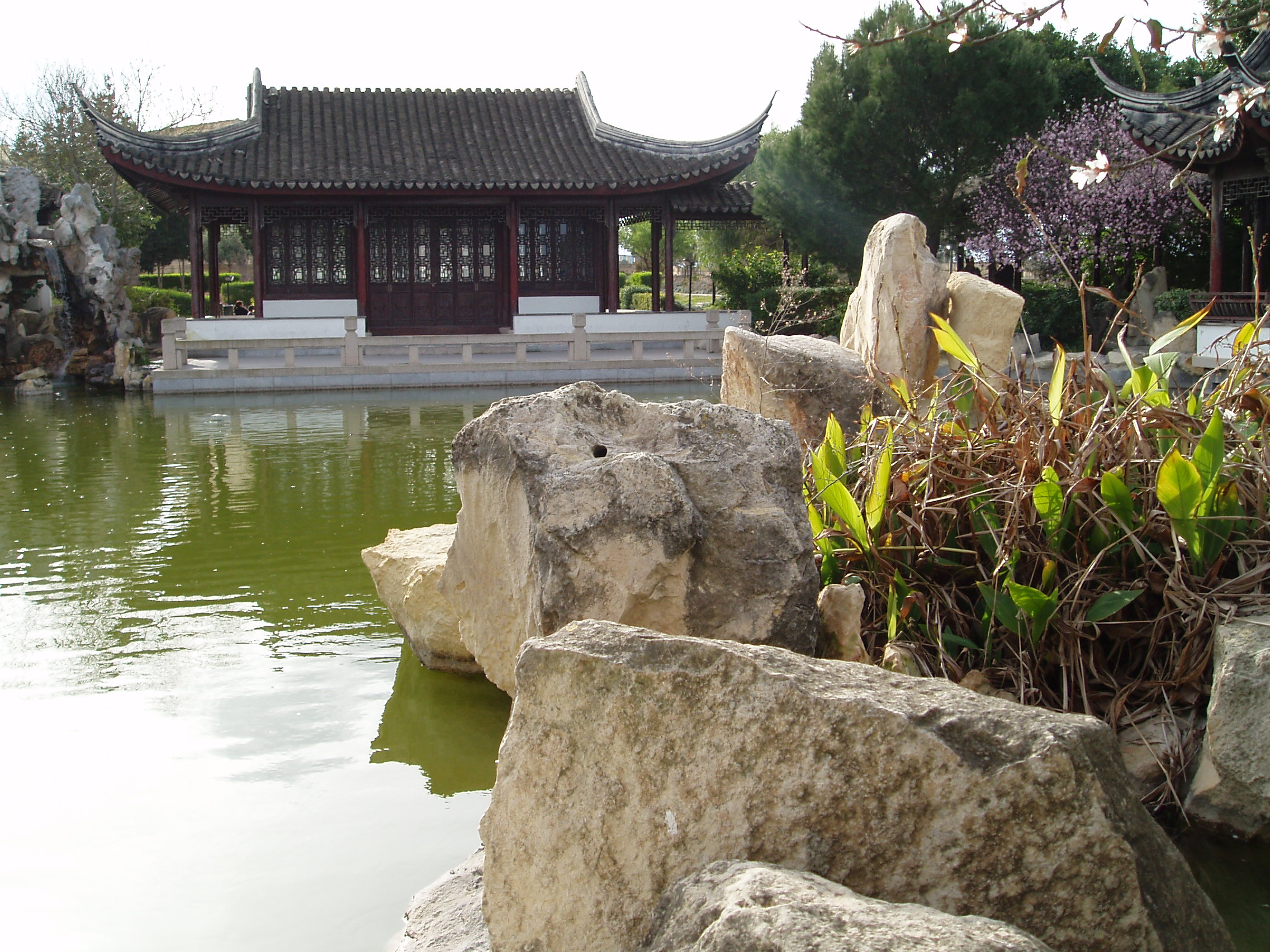
산타루치야에 있는 중국 정원의 모습

산주안의 위치

산타루치야(몰타어: Santa Luċija)는 몰타의 도시로 면적은 0.7km2, 인구는 3,186명(2005년 11월 기준), 인구 밀도는 4,551명/km2이다.

시 문장